# Gare de Baccarat
La gare de Baccarat est une gare ferroviaire française de la ligne de Lunéville à Saint-Dié, située sur le territoire de la commune de Baccarat dans le département de Meurthe-et-Moselle en région Grand Est.
Elle est mise en service en 1864 par la Compagnie des chemins de fer de l'Est.
C'est une gare de la Société nationale des chemins de fer français (SNCF), desservie par des trains TER Grand Est.

## Situation ferroviaire
Établie à 276 mètres d'altitude, la gare de Baccarat est située au point kilométrique (PK) 409,472 de la ligne de Lunéville à Saint-Dié (voie unique), entre les gares d'Azerailles et de Bertrichamps.
Ancienne gare de bifurcation elle était l'origine de la 	Ligne de Baccarat à Badonviller (fermée et déclassée).

## Histoire
La gare de Baccarat est mise en service le 17 mai 1864 par la Compagnie des chemins de fer de l'Est, lorsqu'elle ouvre à l'exploitation la section de Lunéville à  Raon-l'Étape - Laneuveville.

## Fréquentation
De 2015 à 2024, selon les estimations de la SNCF, la fréquentation annuelle de la gare s'élève aux nombres indiqués dans le tableau ci-dessous.
| Année     | 2015    | 2016    | 2017    | 2018    | 2019    | 2020   | 2021    | 2022    | 2023    | 2024    |
| --------- | ------- | ------- | ------- | ------- | ------- | ------ | ------- | ------- | ------- | ------- |
| Voyageurs | 145 136 | 134 114 | 129 480 | 116 842 | 128 406 | 86 853 | 101 089 | 133 263 | 141 749 | 150 440 |

## Service des voyageurs

### Accueil
Gare SNCF, elle dispose d'un bâtiment voyageurs, avec guichet, ouvert du lundi au samedi et fermé les dimanches et jours fériés. Elle est équipée d'automates pour l'achat de titres de transport TER.

### Desserte
Baccarat est desservie par des trains TER Grand Est de la relation de Nancy à Saint-Dié-des-Vosges.

Installations de la gare
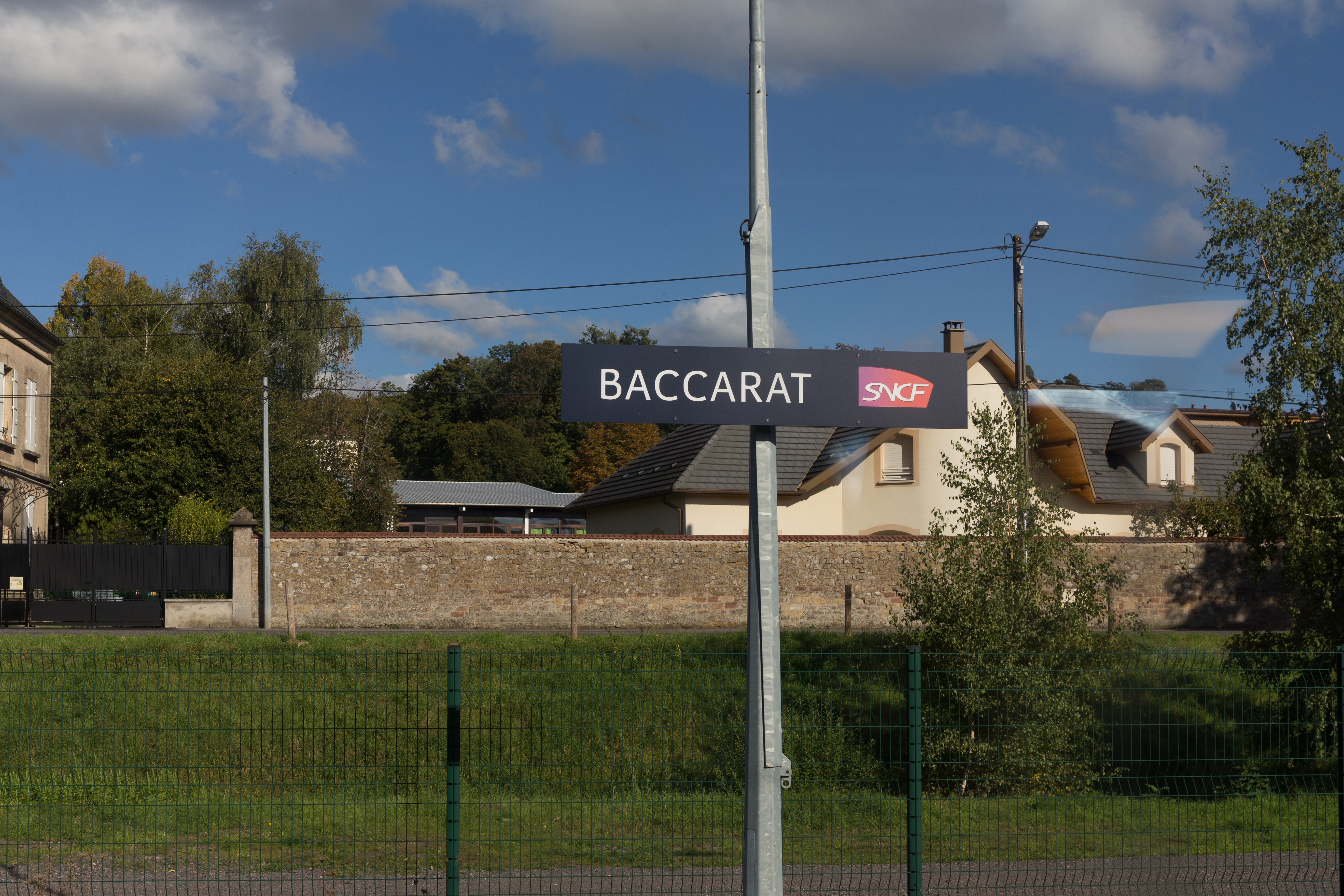
Panneau de quai.
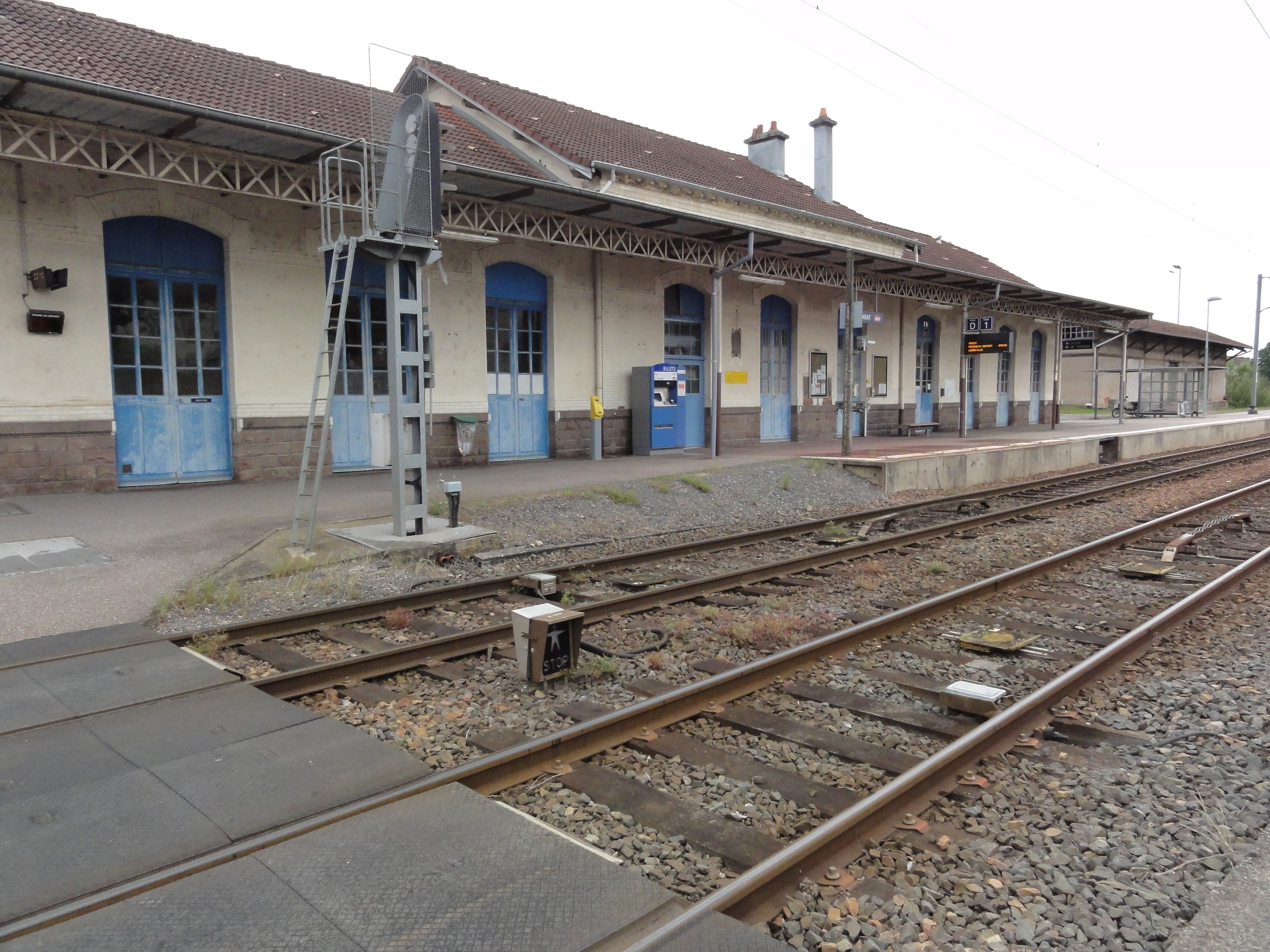
Voies et quais.